# 崔光 (南北朝)
崔光（451年—523年12月7日），本名孝伯，字长仁，魏孝文帝賜名光，改字孝伯，东清河郡鄃县（今山东省淄博市临淄区）人，祖籍清河郡东武城县（今河北省衡水市故城县），出自清河崔氏定著六房之一的南祖崔氏乌水房，北魏官员。

## 生平
崔光的祖父崔旷跟随慕容德南渡黄河，定居于青州东部的时水，南燕灭亡后，崔旷在宋文帝刘义隆时期出任乐陵郡太守。当时刘宋在黄河以南侨置冀州以及冀州的郡县，崔旷家族成为东清河郡鄃县人，从此世代为三齐地区的世家大族。崔光的父亲崔灵延是刘骏时期的龙骧将军、长广郡太守，和刘宋冀州刺史崔道固共同抵抗北魏军队，慕容白曜平定三齐地区时，崔光才虚龄十七，跟随父亲崔灵延一起被迁徙到代京。崔光家庭贫困喜好学习，白天耕作晚上读书，接受他人雇佣抄书来养活父母。
崔光有大度，喜怒不見於色，有毀惡之者，必善言以報之，雖見誣謗，終不自申曲直。
太和六年（482年），拜中书博士，轉著作郎，與秘书丞李彪参撰国书。後遷中書侍郎、給事黃門侍郎，甚得北魏高祖所器重。常有稱譽說“孝伯之才，浩浩如黃河東注，固今日之文宗也。”
以參贊遷都之謀，賜爵朝陽子，拜散騎常侍，黃門、著作如故，又兼太子少傅。尋以本官兼侍中、使持節，為陝西大使，巡方省察，所經述敍古事，因而賦詩三十八篇。還，仍兼侍中，以謀謨之功，進爵為伯。後賜名崔光。
正光四年十一月丁酉（523年12月7日），崔光去世，虚岁七十三。魏孝明帝诏令给予最高等级的东园温明秘器、朝服一具、衣服一套、钱六十万、布一千匹、蜡四百斤，派大鸿胪监护丧事。魏孝明帝又亲自乘车前往崔光住宅，抚尸大哭，御驾返回宫殿时，魏孝明帝又在路上哭泣，为崔光之死减少平时的膳食等级，一提到崔光就追思哀悼。魏孝明帝一到崔光坐着讲读的地方，没有不改变脸色为他悼念的。正光五年正月，赠予崔光太傅、兼领尚书令、骠骑大将军、开府、冀州刺史，侍中如故，又敕令加后部鼓吹、班剑，依照太保、广阳王元嘉丧事的例子，谥号文宣公。魏孝明帝又亲自到建春门外为崔光送葬，望崔光的灵车哀悼叹息，儒者以此认为是崔光的荣耀。

## 評價
魏孝文帝每對羣臣曰：「以崔光之高才大量，若無意外咎譴，二十年後當作司空。」

## 门第
崔光被释昙刚《山东士大夫类例》评定为次甲门，次于崔昂和崔季舒。

## 住所
崔光的住所位于洛阳城东阳门外二里御道的北侧，被称为晖文里，原本是晋朝的马道里，其中还有太傅李延寔、冀州刺史李韶、秘书监郑道昭等人的住宅，都是庙堂丰满特起，高门敞开。

## 家庭

### 兄弟姐妹
- 崔敬友，北魏梁郡太守

### 夫人
- 李要光[10]

### 子女
- 崔励，北魏征虏将军、太尉长史、平恩县侯
- 崔勗，东魏征虏将军、安州刺史、朝阳伯
- 崔勔，北魏宁远将军、清河郡太守
- 崔劝
- 崔劼，北齐开府仪同三司、中书令
- 崔勀
- 崔勍
- 崔劬
- 崔勚
- 崔剿
- 崔勉，北魏宁远将军、清河郡太守、兼槃阳镇将
- 崔氏，嫁彭城刘敬徽[11][12]

## 延伸阅读
[在维基数据编辑]
 《魏書·卷67》，出自魏收《魏书》